# Hidesaburo Ueno

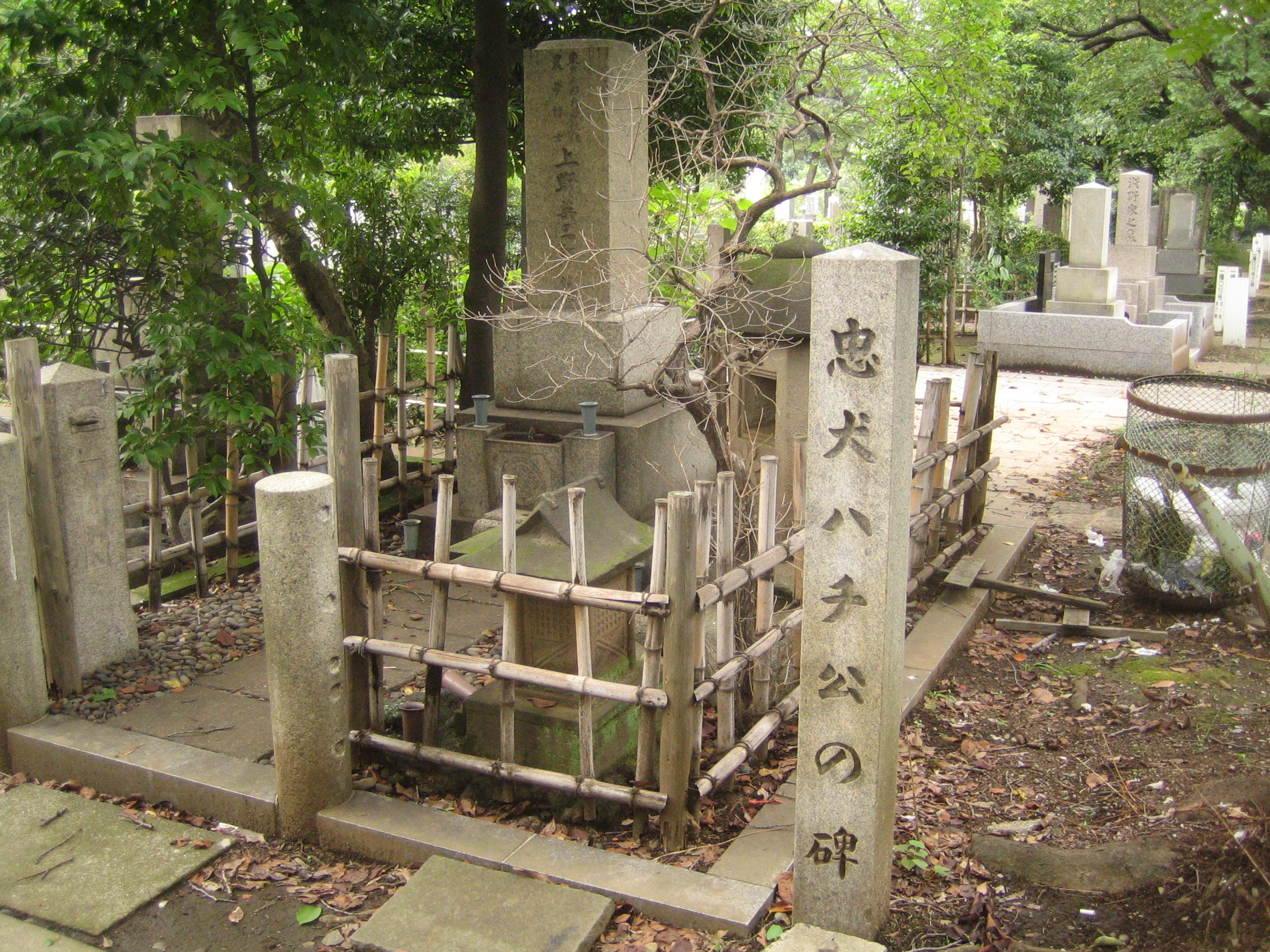
Graf van Hidesaburo Ueno en een monument van Hachiko (rechts), gelegen op het Aoyama-kerkhof (青山 霊 园) in Minami-Aoyama, Minato, Tokio

Hidesaburō Ueno (上野英三郎, Ueno Hidesaburō; Hisai, mei 1871 – Tokio, 21 mei 1925) was een Japanse landbouwkundige. Hij zal echter vooral herinnerd worden als de eigenaar van de hond Hachiko.
In 1895 studeerde hij af aan Keizerlijke universiteit van Tokio in de richting landbouw. Ueno overleed tijdens een college ten gevolge van een hersenbloeding.